# Berliner Asylverein für Obdachlose
Koordinaten: 52° 32′ 43,6″ N, 13° 22′ 30,1″ O

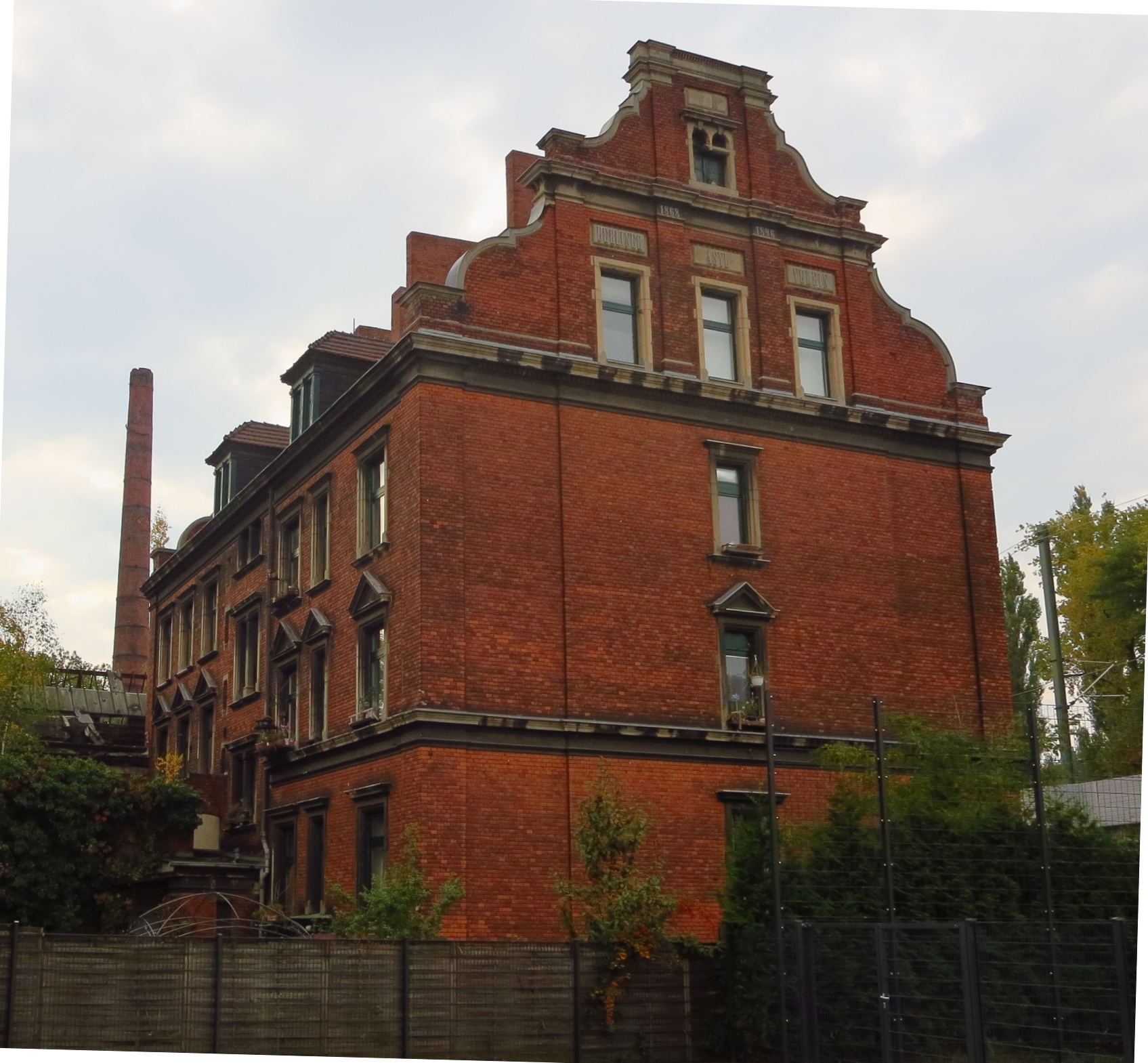
Denkmalgeschütztes Wohnhaus in der Wiesenstraße: „Wiesenburg“

Der Berliner Asylverein für Obdachlose wurde 1868 in Berlin-Wedding gegründet und bestand bis 1976. Er errichtete und unterhielt Unterkünfte für obdachlose Frauen und Männer.
Wichtigstes Heim, das der Verein betrieb, war die 1897 errichtete Wiesenburg in Gesundbrunnen. Hier wurde mehr Wert auf Hygiene als auf Missionierung gelegt und das Heim galt für seine Zeit als fortschrittlich und revolutionär. Nach 1914 wurde es militärisch requiriert, wieder als Obdachlosenasyl genutzt, an die Jüdische Gemeinde Berlin verpachtet, diente in der Zeit des Nationalsozialismus der Rüstungsproduktion. Nach dem Zweiten Weltkrieg wurde das Gelände weitgehend sich selbst überlassen, hier siedelten sich Kleingewerbe, ausgebombte Familien und später Künstler an. Seit April 2015 kümmert sich die Wohnungsgesellschaft degewo um das Objekt, welches sie wieder herrichten will. Die derzeitigen Bewohner und Gewerbemieter haben sich 2015 zum Verein „Die Wiesenburg e. V.“ zusammengeschlossen. Das komplette Gelände steht unter Denkmalschutz.

## Gründung und Verein
Die Erkenntnis, dass Wohnungslosigkeit nicht persönliches Verschulden sein müsse, weshalb auch das Polizeigewahrsam für Obdachlose wohl nicht die richtige Unterkunft sei, führte am 30. November 1868 dazu, dass engagierte Vertreter des Berliner Bürgertums den Asylverein gründeten. Zu den Gründern gehörten Persönlichkeiten der Berliner Bürgerschaft wie der Industrielle August Albert Borsig, der Stadtverordnetenvorsteher Friedrich Kochhann, der Prediger Friedrich Gustav Lisco, der Arzt Rudolf Virchow, der Damenmantelfabrikant und Sozialist Paul Singer und andere.
Das Besondere des Vereins war der hohe Anteil von hochrangigen und exponierten Vertretern der Berliner Gesellschaft. Die Statuten sahen unter anderem auch die Anwesenheit der Vereinsmitglieder bei der täglichen Arbeit vor. Wie häufig dies durch die genannten bekannten Personen passierte, ist allerdings unklar, doch charakterisiert dieses Beispiel die Wesenszüge des liberalen Bürgertums der damaligen Zeit. Diese Verortung des Vereins in den reicheren Gesellschaftsschichten war ein wichtiger Grund, weshalb der Verein lange sowohl wirtschaftlich als auch in seiner Funktion existieren konnte.
Der Verein wurde vor allem von liberalen Berliner Juden getragen. Als im Jahr 1893 ein Spendenaufruf in der Vossischen Zeitung erschien, gingen auch zahlreiche antisemitische Postkarten ein.
Die Unterkünfte des Vereins unterschieden sich deutlich von anderen bestehenden Möglichkeiten für Obdachlose, wie dem 1866 eröffneten Städtisches Obdachlosenasyl „Palme“ im Prenzlauer Berg. Beim Berliner Asylverein gab es weder einen Arbeitszwang noch die Verpflichtung, an Gebeten teilzunehmen. Für Asylanten galt das Prinzip der Anonymität. Bis 1910 hatte die Polizei kein Zutrittsrecht im Asyl. Bis 1914 gab es neben der Unterkunft auch täglich eine warme Mahlzeit.

## Erste Unterkünfte
Die vorrangigste Aufgabe war die Einrichtung eines Frauenasyls. Bereits am 7. Dezember 1868 schloss der Verein einen Mietvertrag über Räume in einem ehemaligen Artilleriewerkstattsgebäude in der Dorotheen- Ecke Neue Wilhelmstraße ab. Am 12. Dezember wurde ein Aufruf an die Berliner Bevölkerung herausgegeben, in dem diese aufgefordert wurde, dem Verein beizutreten oder ihn durch Beiträge zu bereichern. Bereits zum Jahresende 1868 war das Frauenasyl weitestgehend nutzbar. In dieser Zeit hatte es bereits die Kapazität zur Aufnahme von 60 Personen, die hier auf Bettgestellen mit Spiralmatratzen, die der in anderen ähnlichen Etablissements üblichen Unreinlichkeit der hölzernen Betten entgegenwirken sollten, übernachten konnten.
Das Asyl für obdachlose Männer folgte 1873. Es befand sich zuerst in der Büschingstraße 4 der damaligen Königstadt, in der Nähe des Frauengefängnisses. Heute erinnert dort eine Informationstafel daran.

## Die Wiesenburg
Im Dezember 1897 wurde dann ein Neubau in der Wiesenstraße in Gesundbrunnen zwischen Panke und Berliner Ringbahn fertig, der auf 12.000 m² Gelände 700 Männern Obdach bieten konnte. Möglich wurde dieser unter anderem durch eine Großspende des Arztes Moritz Gerson.

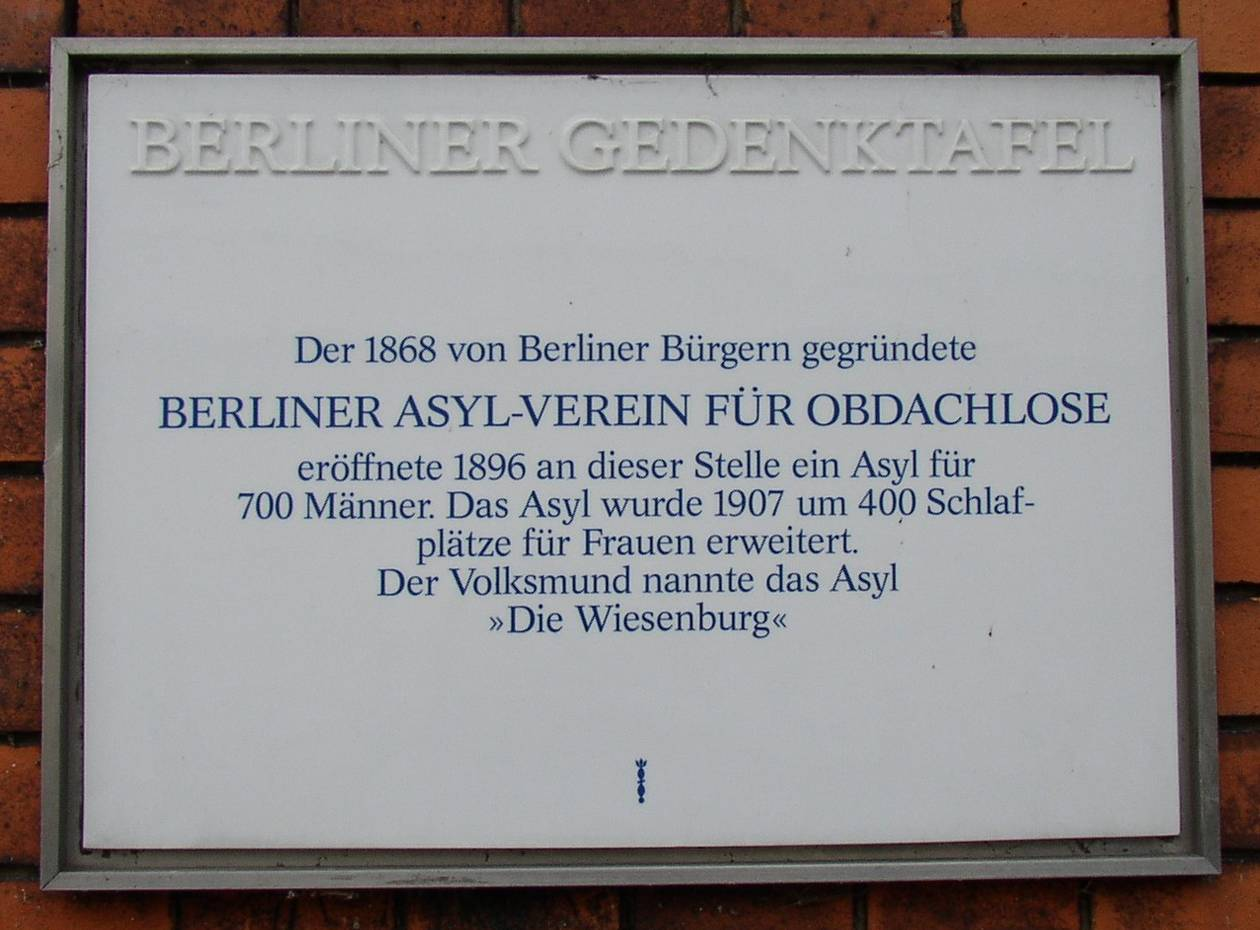
Gedenktafel „Wiesenburg“

Das „Die Wiesenburg“ genannte Asyl wurde von den Architekten Georg Toebelmann und Otto Schnock entworfen. Neben den Schlafsälen und dem Speisesaal boten die noch heute bestehenden Gebäude auch Wohn- und Konferenzräume für die Aufseher und den Verein. Es gab die Möglichkeit zum Duschen und Baden, zum Waschen der Kleider und eine Bibliothek. Kurator des Männerasyls blieb wie bisher der Sozialdemokrat Paul Singer. Rudolf Virchow setzte sich für die Hygiene in den Unterkünften ein, so hatte die Wiesenburg eine eigene Heizung, die das Badewasser erhitzte. Fast alle Räume verfügten über elektrisches Licht und fließendes Wasser und waren mit leicht zu reinigenden Terrazzofußböden versehen.
1906 wurde noch eine Erweiterung um 400 Schlafstellen für Frauen vorgenommen. Neben den Obdachlosen nutzten auch Wanderarbeiter, Erntehelfer und Dienstmädchen das Asyl. In dieser Zeit zählte die Wiesenburg etwa 300.000 Übernachtungen im Jahr.
Erst mit Beginn des Ersten Weltkriegs wurde das Gebäude teilweise für militärische Zwecke genutzt. Der spendenfinanzierte Berliner Asylverein geriet in finanzielle Probleme. Das Asyl wurde mit finanzieller Unterstützung der Stadt Berlin weiter betrieben. Ab 1924 wurden Teile des Geländes an private Nutzer vermietet. Ab 1924 stellte die SUM-Vergaser-Gesellschaft hier Vergaser für Motorräder und Flugzeuge her. Weitere industrielle Mieter folgten. 1926 wurde das ganze Gelände an die Jüdische Gemeinde Berlin verpachtet, die es bis 1933 weiter betrieb. Die Nationalsozialisten schlossen das Heim 1933 und nutzten das Gebäude zur Produktion von Parteifahnen und später zur Produktion von Rüstungsgütern. Im Keller waren Zwangsarbeiter eingesperrt. 1944/1945 wurde die Wiesenburg bei alliierten Luftangriffen in großen Teilen zerstört. Erhalten blieben das Beamtenwohnhaus und Teile des Frauenasyls.
In den 1950ern siedelten sich verschiedene Kleingewerbe auf dem Gelände und den Ruinen an. Ausgebombte Familien nutzten die erhaltenen Gebäude als Wohnraum.
Die Rechtsnachfolge des Asylvereins als Eigentümer des Geländes war ungeklärt zwischen den Nachfahren der Vereinsgründer sowie dem Land Berlin.
Anfang der 1980er scheiterten Versuche, auf dem Gelände Hochhäuser zu errichten, am Widerstand der Bewohner. Teile der Gebäude verfielen, Künstler und Kreative mieteten Räume und nutzten das Gelände für ihre Zwecke. Spiegel online beschrieb die Wiesenburg im Frühjahr 2015: „ein verträumter Ort … ein Geheimtipp. Bröckelnde Wände, wilder Wein fällt über leere Fensteröffnungen, eine Birke wurzelt in Treppenstufen, geheimnisvolle Türen. … Ein schwedischer Maler aus Stockholm hat hier sein Atelier, Tänzerinnen üben für ihre Auftritte, ein Künstler baut seine Holzskulpturen. Es gibt ein Musikstudio, einen Konzertraum und einen riesigen wilden Garten. Die Hauptstadt hat nur noch wenige Orte, die auf diese Art verzaubern.“

### Geplante Sanierung und Umgestaltung
Nach Unklarheiten über die Besitzverhältnisse entschieden schließlich Gerichte, dass Gelände und Gebäude dem Land Berlin gehören. Das Land Berlin übertrug das Gelände zum 1. April 2014 an die Berliner Wohnungsgesellschaft degewo. Diese verschickte Ende März Aufforderungen an die Bewohner, dass bald größere Teile des Geländes gesperrt würden und ließ am 2. April 2015 Teile des Geländes sperren, da diese nach Auskunft der degewo nicht mehr sicher und einsturzgefährdet seien. Die Bewohner selbst protestierten gegen die Schließung der Geländeteile, die sich in den vergangenen Jahrzehnten zu einem Ort der Kunst, Kultur, aber auch als außerschulischer Lernort für Schüler aus dem Kiez entwickelt hatte. Ein bundesweites Presseecho war die Folge. Anfang April 2015 gab die degewo bekannt, dass es nicht geplant sei, die bisherigen Bewohner und Künstler zu vertreiben, und jede Entwicklung des Geländes nur mit diesen zusammen geplant werde.
Im Oktober tagte der Ausschuss „Soziale Stadt“ der BVV Berlin-Mitte auf der Wiesenburg und beschloss einstimmig, dass der Verein – die Wiesenburg e. V. – und das Quartiersmanagement Pankstraße in die anstehende Entwicklungs- und Planungsphase einzubeziehen sei. Der Verein „die Wiesenburg e. V.“ entwickelte ein Zukunftskonzept für den Ort, das auf der Konferenz „Players of Change“ für innovative Stadtentwicklungsideen ausgewählt wurde und in der Bezirksverordnetenversammlung breit befürwortet wurde.
Ende November/Anfang Dezember 2015 ließ die degewo alle Ateliers und Werkstätten sperren – wiederum wegen angeblicher Einsturzgefahr. Laut degewo könne ein sogenannter „Dominoeffekt einstürzender Kappendecken in den Kellern“ dazu führen, dass große Teile zusammenfallen – dies auch in Teilen, wo es keine Keller gebe. Der Verein der Bewohner und gewerbetreibenden Mieter – die Wiesenburg e. V. –, der in Kooperation mit dem QM Pankstraße ein sozio-kulturelles Zentrum auf der Wiesenburg konzipiert, glaubt daran, dass die degewo den Abriss der meisten der Gebäude anstrebt und dies ohne die Gewerbemieter freier planen kann. Bis Anfang Januar 2016 hat die degewo weitere verkehrssichernde Maßnahmen ergriffen, so dass die bestehende Nutzung ohne Gefährdung für Leib und Leben fortgeführt werden kann.

## Rezeption
In der Weimarer Republik besuchten viele Literaten und Politiker die Wiesenburg, um sich über den Asylverein zu informieren und um das Milieu kennenzulernen. Zu den Besuchern zählten Rosa Luxemburg, Hans Fallada, Carl von Ossietzky, Erich Kästner und Heinrich Zille, die die Eindrücke von dort auch in ihren Arbeiten verwendeten.
Mehrfach wurde die Wiesenburg als Kulisse für Filme genutzt. Fritz Lang drehte hier Szenen des Films M – Eine Stadt sucht einen Mörder. Das Gebäude der Wiesenburg diente im November 1978 als Kulisse für den Brand der Danziger Synagoge bei den Dreharbeiten zu Volker Schlöndorffs Film Die Blechtrommel. Ebenfalls 1978 entstand in der Wiesenburg die Buchverfilmung von Hans Falladas Roman Ein Mann will nach oben. 1981 drehte Rainer Werner Fassbinder hier Teile seines Films Lili Marleen.